# Loutrà (Citno)
Loutrà è un insediamento balneare nell’isola di Citno nella regione delle Cicladi, Grecia. Si trova nella parte nord-orientale dell'isola a 5 chilometri da Chora e a 11 chilometri da Merichas. Secondo i dati del censimento del 1991, Loutra aveva una popolazione di 142 residenti permanenti. Il censimento del 2001 indicava una popolazione di 63 residenti permanenti. Mentre con il censimento del 2011 la popolazione ammontava a 81 residenti permanenti impiegati per lo più nel turismo e nella pesca.

## Elementi generali
L'insediamento deve il suo nome agli stabilimenti balneari sulle sorgenti termali che erano conosciuti sin dal periodo romano. Vicino a Loutra si trova il sito archeologico di Maroulas, con importanti reperti del periodo mesolitico.
La zona di Loutra è stata abitata fin dall'antichità grazie alla presenza di abbondante acqua potabile e per il suo porto naturale. Sin dai tempi antichi, Loutra era nota per le sorgenti termali. I primi impianti per lo sfruttamento delle sorgenti furono costruiti nel 1782, durante l'occupazione turca, dal comandante della flotta ottomana Nicolaos Mavrogenis. Nonostante le fonti a Citno fossero già utilizzate fin dall'antichità, il loro utilizzo finale come sorgenti termali (dei Santi Anargyri e di Kakavo) fu avviato durante il regno di Re Ottone.
Solo successivamente furono scoperte le proprietà curative delle acque sorgive e fu così avviata la costruzione del complesso delle Terme e su indicazione dell’Università di Medicina venne messo in atto l’ammodernamento delle strutture. Si racconta che la gente del luogo fino ad allora utilizzava le acque calde per lavare coperte e tappeti.
L'originario edificio per l'idroterapia fu completato nel 1857 secondo i progetti dell'architetto Hans Christian Hansen e del suo assistente Laurent, a cui fu affidata l'esecuzione dei lavori. Alcuni anni dopo fu costruito l'adiacente edificio neoclassico in maiolica su progetto di Ernst Ziller. Nel porto di Loutra venivano caricati sulle navi i minerali estratti dal monte Kakovolo. Le Terme furono elettrificate nel 1932 grazie ad una donazione dei Coniugi Kanellopoulos.
Nel maggio 1941, durante il periodo dell'occupazione della Grecia da parte delle potenze dell'Asse, le truppe italiane sbarcano a Loutrà. Loutra iniziò a svilupparsi a partire dagli anni '80 del secolo scorso grazie al suo porto turistico e all’attività di pesca.

## Catteristiche delle acque termali
Nella zona le rocce sono generalmente permeabili all'acqua. L’Utilizzo per la raccolta delle acque di pozzi non impermeabili favorisce l’assorbimento con conseguente inquinamento della falda freatica. Le trivellazioni a Loutrà dimostrano che l'acqua è potabile entro limiti accettabili, contrariamente a molte altre aree di Citno che non lo sono.

### Sorgenti termali
A Loutra ci sono due sorgenti termali che si sono formate per eventi post-vulcanici e presentano le seguenti caratteristiche:
Sorgente termale dei santi Anargyri (sorgenti all'interno del centro di idroterapia):
- più di 15000 mg di solidi disciolti per litro di acqua, principalmente cloro e sodio
- mesotermico con una temperatura dell&#39;acqua di 38° Celsius
- moderatamente radioattiva con una concentrazione di Mach 25

Sorgente termale di Kakkavos (a una distanza di 50 metri da quella dei santi Anargyri) sgorga direttamente al mare:
● elementi ferrosi con ioduro, bromuro e cloruro di sodio
● ipertermico con temperatura dell'acqua a 52° Celsius
● debolmente radioattivo con una concentrazione radioattiva di Mach 4.1

## Scavi archeologici
Con gli scavi sono state scoperte antiche abitazioni circolari, tombe e uno scheletro umano vicino al quale erano presenti strumenti in pietra di selce, quarzo e ossidiana.